# Alireza Jahanbakhsh
Alireza Jahanbakhsh Jirandeh (علیرضا جهانبخش جیرنده, æliːɾezɑː dʒæhɑːnˈbæxʃ, 11 d'agost de 1993) és un futbolista professional iranià que juga com a volant o mitjapunta pel Brighton & Hove Albion FC i per l'equip nacional iranià.